# Ryakuō
Ryakuō (暦応?) fue una era japonesa de la Corte del Norte durante la Era de los Tribunales del Norte y del Sur, desde agosto de 1338 hasta abril de 1342. El emperador en Kioto fue el Emperador Kōmyō (光明天皇?). El rival de la Corte del Sur de Go-Kōgon en Yoshino durante este período de tiempo fue el Emperador Go-Murakami (後村上天皇 Go-Murakami-tennō?).

## Resumen de Nanboku-chō

Los asientos imperiales durante el período Nanboku-chō estaban relativamente cerca, pero geográficamente distintos. Se identificaron convencionalmente como: Capital del norte: Kioto y Capital del sur: Yoshino

Durante el período Meiji, un decreto imperial del 3 de marzo de 1911 estableció que los monarcas reinantes legítimos de este período eran los descendientes directos del emperador Go-Daigo a través del emperador Go-Murakami, cuya Corte del Sur (南朝 nanchō?) había establecido en el exilio en Yoshino, cerca de Nara.
Hasta el final del período Edo, los pretendientes-emperadores militarmente superiores apoyados por el shogunato Ashikaga se habían incorporado por error en las cronologías imperiales a pesar del hecho indiscutible de que los Regalia imperiales no estaban en su posesión.
Este Corte del Norte (北朝 hokuchō?) ilegítimo  había sido establecido en Kyoto por Ashikaga Takauji.

## Cambio de era
- 1338 Ryakuō gannen (暦応元年?) : El nombre de la era se cambió a Ryakuō para marcar un evento o varios eventos. La era anterior terminó y comenzó una nueva en Kenmu 5.[5]

## Eventos de la era Ryakuō
- 1340 (Ryakuō 3): se registran las observaciones de la "estrella de la escoba" (cometa).[6]

## Equivalentes de la Corte Sur
- Engen